# Andreas Conradi

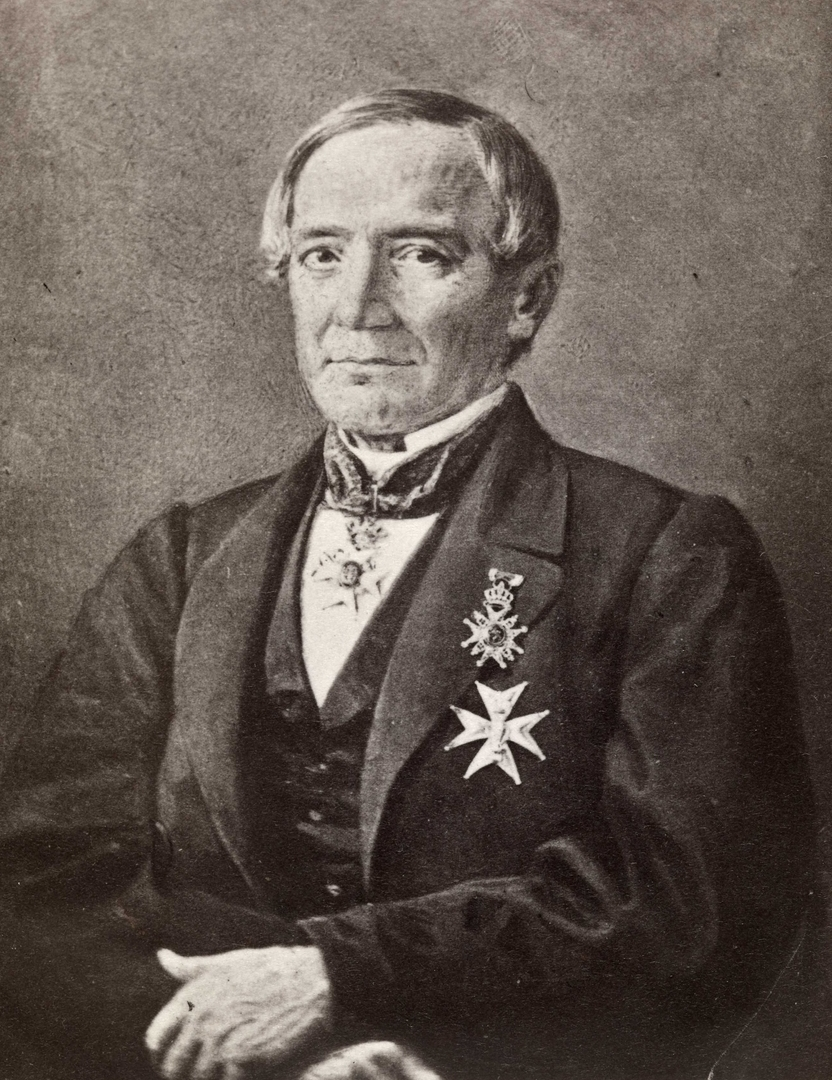
Andreas Conradi.

Andreas Christian Conradi, född den 1 juli 1809 i Tønsberg, död den 31 oktober 1868 på Madeira, var en norsk läkare. Han var bror till musikern Johan Gottfried Conradi och far till läkaren Johan Gottfried Conradi. 
Conradi togavlade 1831 medicinsk ämbetsexamen och uppehöll sig 1831–1832 i Hamburg för att samla erfarenhetsrön om den asiatiska koleran. År 1841 blev han lektor och 1845 professor i patologi, terapi och medicinsk klinik vid Kristiania universitet. 
Som praktiserande läkare åtnjöt Conrado ett mycket stort anseende, men uppträdde som författare endast med några smärre avhandlingar: Lunge- og hjertesygdommenes diagnostik og physikalske tegn med flera. År 1868 blev han hedersdoktor vid Lunds universitets jubelfest.